# 빠툼타니

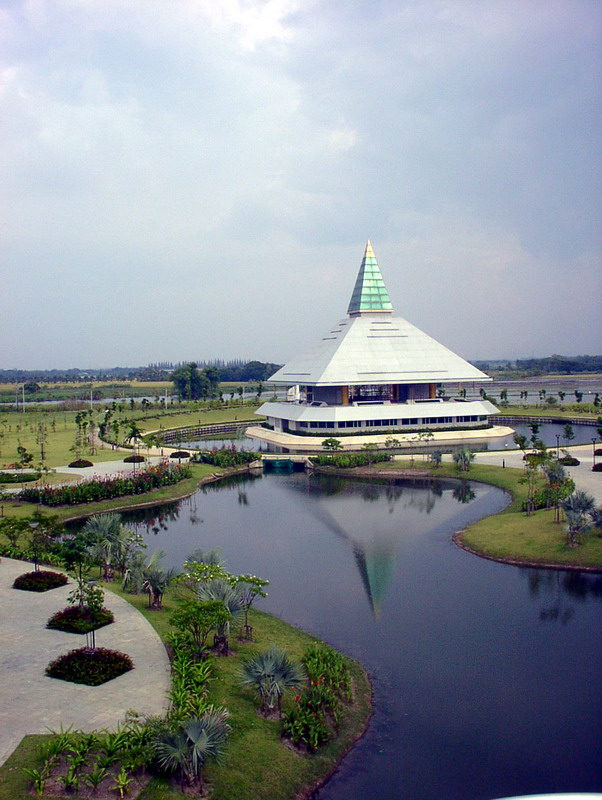

빠툼타니(태국어: ปทุมธานี)는 태국 중부 방콕의 바로 북쪽에 있는 읍(테사반 므앙)이다. 빠툼타니 주의 수도이고 므앙빠툼타니 군의 일부이다. 2005년에 인구는 18,320명이었다.